# بيدرو سانتانا لوبيس
بيدرو سانتانا لوبيس (بالبرتغالية: Pedro Santana Lopes) (و. 1956  م) هو سياسي، ومحامي، ومحامي برتغالي، ولد في لشبونة.

## مناصب
تولى منصب رئيس وزراء البرتغال (17 يوليو 2004–12 مارس 2005)، وعضو في البرلمان الأوروبي (14 سبتمبر 1987–24 يوليو 1989)، وعمدة لشبونة ‏، وعضو مجلس الجمهورية ‏.

## التعليم
تعلم في جامعة لشبونة.

## جوائز
حصل على جوائز منها:
- وسام الصليب الأعظم لفرسان المسيح في البرتغال
- نيشان الصليب الجنوبي من رتبة الصليب الأعظم
- وسام العلويين الفيلاليين من رتبة الصليب الأكبر
- نيشان الاستحقاق المجري من رتبة صليب أعظم
- النجمة العظمى لوسام الشرف للخدمات المقدمة لجمهورية النمسا.

## روابط خارجية
- بيدرو سانتانا لوبيس على موقع مونزينجر (الألمانية)
- بيدرو سانتانا لوبيس على موقع إن إن دي بي (الإنجليزية)